# Mortagne-au-Perche
Mortagne-au-Perche település Franciaországban, Orne megyében. Lakosainak száma 3857 fő (2022. január 1.). Mortagne-au-Perche Loisail, Réveillon, Saint-Hilaire-le-Châtel, Saint-Langis-lès-Mortagne és Villiers-sous-Mortagne községekkel határos.

## Népesség
A település népességének változása:
| Lakosok száma | 4024 | 3929 | 4160 | 3818 | 3801 | 3775 | 3758 | 3815 | 3857 |
|               | 2013 | 2015 | 2016 | 2017 | 2018 | 2019 | 2020 | 2021 | 2022 |